# 유비쿼터스 학습
유비쿼터스 학습(Ubiquitous learning, U-learning, 유러닝) 유비쿼터스 환경을 기반으로 학생들이 시간, 장소, 환경 등에 구애받지 않고 일상생활 속에서 언제, 어디서나 원하는 학습을 할 수 있는 교육형태이다.

## 개요
- 장소

언제나, 어디서나 원하는 학습이 이루어지고, 일상생활에서 접하는 다양한 문제해결에 필요한 학습을 즉시 할 수 있는 환경 구현된다. 교육의 장소가 교실과 사이버 공간을 넘어 일상생활의 현실공간으로 확대된다.
- 시간

시간적 제약이 줄어들고 학습자의 능력과 생활패턴, 시간계획에 따라 최적의 학습 가능해진다.
- 콘텐츠

사물의 기능과 장소와 사용자의 능력에 따라 적응적이고 역동적인 콘텐츠로 변화한다.
- 교수학습방법
  - 독서, 조사, 관찰, 실험, 숙고하기, 대화와 토론, 피드백 등 고등정신 능력 함양과 관련된 수업방법이 지속된다.
  - 학생 주도의 학습활동이 강화되고 일상생활, 사물, 현장과 밀접히 연계된 학습방법 및 상호작용이 강화된다.
  - 일상과 학교에서 수집된 학생 학습 이력이 축적, 분석되어 맞춤형 수준별 학습자료가 개개인에게 전송(Push)되며, 개인별, 수준별, 맞춤형 학습이 일반화된다.
  - 학부모의 학습과정 참여가 활발해 지고 모니터링 기능(자녀 학습에 대한 실시간 모니터링, 교사와의 용이한 소통 등) 강화된다.

학습의 누적 평가 결과에 따라 개인별 수준과 분량, 콘텐트 형태가 조정된 맞춤형 과제가 즉시 개인 디바이스로 전송(Push), 다운로드된다. 야외체험학습에서 자유롭게 이동하면서 사물에 관한 멀티미디어 학습정보가 실시간으로 제공되며, 메모 정보를 교환하거나 협동학습 전개된다. 실시간으로 3D를 이용한 입체감 있는 정보를 양방향으로 교환함으로써 창의적인 공동 연구를 진행할 수 있다.

## 교육 환경
유비쿼터스 기반의 교육환경은 무선인터넷과 개인용 단말기(PDA,net-book 등)의 급속한 발달과 보급으로 가속화되고 있다. 유비쿼터스 교육환경은 물리적으로 제한된 교실에서 수행하는 학습환경이 아닌, 세상의 모든 곳을 학습의 장으로 활용하는 열린 환경이라 할 수 있다. 예를 들어 우리가 여행을 하는 중에 어떤 문화재를 보게 된다면 유비쿼터스 환경에서는 그와 관련된 학습을 즉시 할 수 있게 된다. 학습자가 지니고 있는 IT 기기(wearable)의 칩과 문화재 속의 칩(RFID)이 서로 연결되어 학습자 궁금한 점에 대해 관련 내용이 자동으로 나타나 스스로 학습할 수 있는 정보가 제공된다. 이와 같은 상황은 기존 학습자가 인터넷 등에 의도적으로 접속(web1.0)하거나 이동해야 하는 방식에서 학습자의 개인의 필요와 상황에 맞는 개별화된 맞춤교육으로의 획기적 전환을 가져오는 것으로 볼 수 있다.
유비쿼터스의 어원에서도 알 수 있듯이, U-러닝은 누구나 언제, 어디서나, 어떠한 단말기를 이용해서도 정보를 주고받을 수 있는 환경을 기제로 한다. 유비쿼터스 시대는 사람을 중심으로 컴퓨터가 인간의 생태환경에 통합되어 인간의 활용을 지원하고 촉진하게 된다.
그러므로 유비쿼터스 시대의 교육은
1. 사람이 중심이 되는 교육
2. 실생활과 밀접히 관련되어 현실감이 증대되는 교육
3. 참여와 상호작용이 활성화되는 교육

이다.

## 같이 보기
- 전자 학습